# Immerhorn
Immerhorn is een polder die buitendijks is gelegen ten noorden van de plaats Enkhuizen in de Nederlandse provincie Noord-Holland. Het is een inlaag die in ieder geval in de 14e eeuw bestond (vermoedelijk ten gevolge van de stormvloed van 1375) en aan het begin van de 15e eeuw met een zomerdijk is (her)bedijkt. Thans is er een sportpark gelegen waar onder meer de voetbalvereniging s.v. Enkhuizen en de korfbalvereniging DTS hun onderkomen hebben.